# شهداد بازار
شهداد بازار (بالفارسية: شهدادبازار) هي قرية تقع في البلدة المركزية في إيران. يقدر عدد سكانها بـ 208 نسمة بحسب إحصاء 2016.